# Ménilles
Ménilles est une commune française située dans le département de l'Eure, en région Normandie.

## Géographie

### Localisation
Le bourg de Ménilles est bâti au bas du coteau où coule la rivière d'Eure.

### Hydrographie
La commune est située dans le bassin Seine-Normandie. Elle est drainée par l'Eure et divers autres petits cours d'eau,.
L'Eure, un canal, chenal et cours d'eau naturel non navigable d'une longueur de 229 km, prend sa source dans la commune de Longny les Villages et se jette  dans la Seine à Saint-Pierre-lès-Elbeuf, après avoir traversé 91 communes.

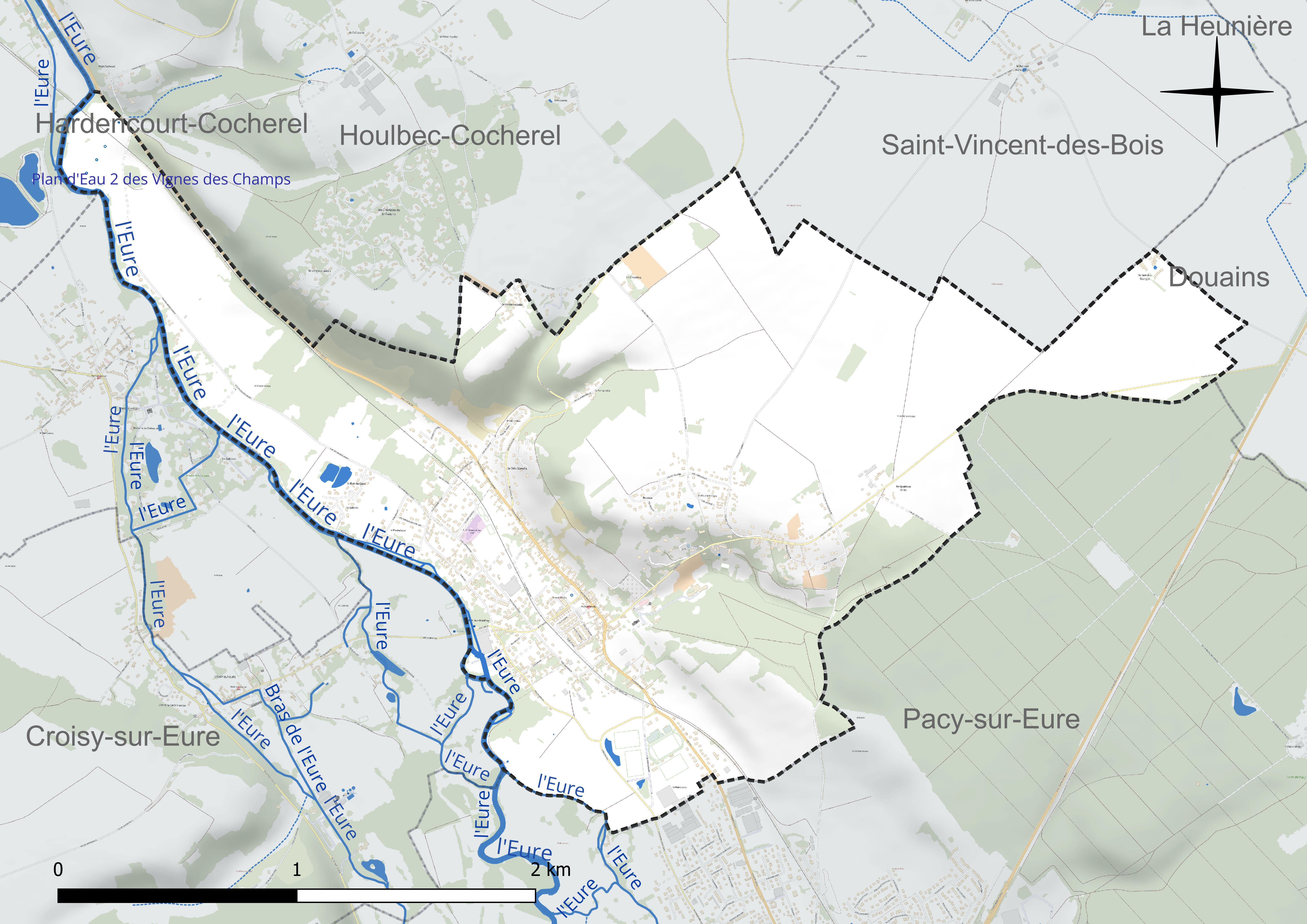
Réseau hydrographique de Ménilles.

### Climat
Pour des articles plus généraux, voir Climat de la Normandie et Climat de l'Eure.
En 2010, le climat de la commune est de type climat océanique dégradé des plaines du Centre et du Nord, selon une étude du CNRS s'appuyant sur une série de données couvrant la période 1971-2000. En 2020, Météo-France publie une typologie des climats de la France métropolitaine dans laquelle la commune est exposée à un climat océanique et est dans la région climatique  Sud-ouest du bassin Parisien, caractérisée par une faible pluviométrie, notamment au printemps (120 à 150 mm) et un hiver froid (3,5 °C). Parallèlement le GIEC normand, un groupe régional d’experts sur le climat, différencie quant à lui, dans une étude de 2020, trois grands types de climats pour la région Normandie, nuancés à une échelle plus fine par les facteurs géographiques locaux. La commune est, selon ce zonage, exposée à un « climat des plateaux abrités », correspondant aux plaines agricoles de l’Eure, avec une pluviométrie beaucoup plus faible que dans la plaine de Caen en raison du double effet d’abri provoqué par les collines du Bocage normand et par celles qui s’étendent sur un axe du Pays d'Auge au Perche.
Pour la période 1971-2000, la température annuelle moyenne est de 10,9 °C, avec  une amplitude thermique annuelle de 14,3 °C. Le cumul annuel moyen de précipitations est de 661 mm, avec 11,2 jours de précipitations en janvier et 8 jours en juillet. Pour la période 1991-2020, la température moyenne annuelle observée sur la station météorologique la plus proche, située sur la commune de Huest à 12 km à vol d'oiseau, est de 11,2 °C et le cumul annuel moyen de précipitations est de 600,6 mm,. Pour l'avenir, les paramètres climatiques de la commune estimés pour 2050 selon différents scénarios d’émission de gaz à effet de serre sont consultables sur un site dédié publié par Météo-France en novembre 2022.

## Urbanisme

### Typologie
Au 1er janvier 2024, Ménilles est catégorisée petite ville, selon la nouvelle grille communale de densité à 7 niveaux définie par l'Insee en 2022.
Elle appartient à l'unité urbaine de Pacy-sur-Eure, une agglomération intra-départementale dont elle est une commune de la banlieue,. Par ailleurs la commune fait partie de l'aire d'attraction de Paris, dont elle est une commune de la couronne,. 

### Occupation des sols
L'occupation des sols de la commune, telle qu'elle ressort de la base de données européenne d’occupation biophysique des sols Corine Land Cover (CLC), est marquée par l'importance des territoires agricoles (59,5 % en 2018), en diminution par rapport à 1990 (60,8 %). La répartition détaillée en 2018 est la suivante : 
terres arables (45,1 %), zones urbanisées (25,7 %), forêts (14,8 %), prairies (14,4 %). L'évolution de l’occupation des sols de la commune et de ses infrastructures peut être observée sur les différentes représentations cartographiques du territoire : la carte de Cassini (XVIIIe siècle), la carte d'état-major (1820-1866) et les cartes ou photos aériennes de l'IGN pour la période actuelle (1950 à aujourd'hui).

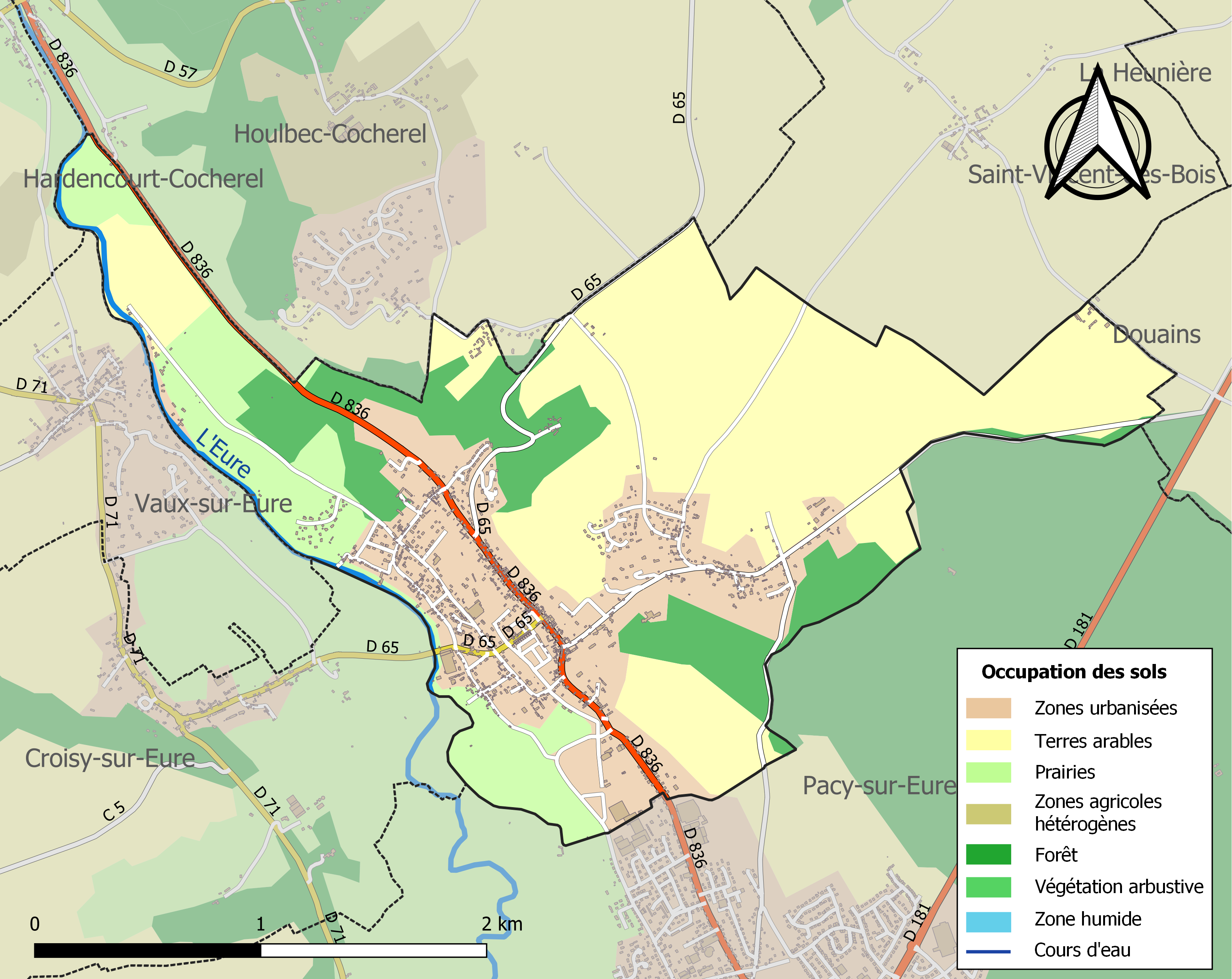
Carte des infrastructures et de l'occupation des sols de la commune en 2018 (CLC).

## Toponymie
Le nom de la localité est attesté sous les formes Menila vers 1024 (charte de Richard II), Menilla en 1025, Menilæ (charte de la Noë), de Menilis en 1223, Menilles en 1226, Menil en 1740 (sentence de la vicomté de l’Eau).

## Histoire
Ménilles était connu au XIIe siècle pour sa production de vin : les religieux de l'abbaye de la Noë avaient en 1223 le droit de pressurage sur toutes les vignes de ce territoire. En 1194, le roi Philippe-Auguste installe des bornes à la sortie de Ménilles, à l'extrémité du Hameau de la Grande Cour, Ménilles étant sur le domaine français et non sur le domaine anglais de Richard Cœur de Lion, duc de Normandie et roi d'Angleterre.
La culture du safran y était répandue au XVIIe siècle : on déposait les produits de cette plante dans les caves souterraines au pied du coteau.
Au XIIIe siècle, Ménilles constituait un quart de fief relevant de la châtellenie de Pacy.

### Héraldique
| Armes de Ménilles | Ces armes peuvent se blasonner ainsi aujourd'hui : de gueules aux six billettes d'or ordonnées 3, 2, 1. |

## Politique et administration
| Date Début | Date Fin | Prénom | Nom      | Parti      | Occupation |
| ---------- | -------- | ------ | -------- | ---------- | ---------- |
| 2020       | En Cours | Didier | Courtat  | Apolitique | Retraité   |
| 2001       | 2020     | Yves   | Rochette | UMP-LR     | Retraité   |

### Politique de développement durable
En 2017, la commune a été labellisée « 3 fleurs » par le Conseil national de villes et villages fleuris de France.

## Vie associative
Au centre de la vie du village, le Comité des fêtes de Ménilles est une association majeure de la commune avec l'organisation de multiples évènements importants dans l'année. Un évènement notable de la vie du village est le rassemblement de Porsche ayant lieu tous les ans depuis la présidence de Didier Courtant. Puis par son successeur, Cyril Guibert, ayant pris la présidence de cette association en 2018.
| Date Début | Date Fin | Prénom | Nom      |
| ---------- | -------- | ------ | -------- |
| 2018       | En cours | Cyril  | Guibert  |
| Inconnu    | 2018     | Didier | Courtat  |
| Inconnu    | Inconnu  | Yves   | Rochette |

## Démographie
L'évolution du nombre d'habitants est connue à travers les recensements de la population effectués dans la commune depuis 1793. Pour les communes de moins de 10 000 habitants, une enquête de recensement portant sur toute la population est réalisée tous les cinq ans, les populations de référence des années intermédiaires étant quant à elles estimées par interpolation ou extrapolation. Pour la commune, le premier recensement exhaustif entrant dans le cadre du nouveau dispositif a été réalisé en 2008.

En 2022, la commune comptait 1 722 habitants, en évolution de +0,35 % par rapport à 2016 (Eure : −0,25 %, France hors Mayotte : +2,11 %).
| 1793  | 1800  | 1806  | 1821 | 1831  | 1836  | 1841  | 1846 | 1851 |
| ----- | ----- | ----- | ---- | ----- | ----- | ----- | ---- | ---- |
| 1 244 | 1 217 | 1 230 | 996  | 1 008 | 1 028 | 1 011 | 931  | 925  |

| 1856 | 1861 | 1866 | 1872 | 1876 | 1881 | 1886 | 1891 | 1896 |
| ---- | ---- | ---- | ---- | ---- | ---- | ---- | ---- | ---- |
| 831  | 763  | 749  | 717  | 738  | 721  | 696  | 680  | 719  |

| 1901 | 1906 | 1911 | 1921 | 1926 | 1931 | 1936 | 1946 | 1954 |
| ---- | ---- | ---- | ---- | ---- | ---- | ---- | ---- | ---- |
| 760  | 814  | 833  | 688  | 720  | 633  | 668  | 698  | 850  |

| 1962 | 1968 | 1975  | 1982  | 1990  | 1999  | 2006  | 2008  | 2013  |
| ---- | ---- | ----- | ----- | ----- | ----- | ----- | ----- | ----- |
| 956  | 909  | 1 183 | 1 248 | 1 449 | 1 382 | 1 486 | 1 516 | 1 576 |

| 2018  | 2022  | - | - | - | - | - | - | - |
| ----- | ----- | - | - | - | - | - | - | - |
| 1 739 | 1 722 | - | - | - | - | - | - | - |

## Lieux et monuments
Il existe deux châteaux à Ménilles : le Grand Château situé sur la colline dominant la vallée et le Petit Château de La Grande Cour situé en contrebas en direction du petit village de Cocherel.

### Le Grand château
À l'origine, le fief de Ménilles (avec son manoir à tourelle, son colombier, son pressoir, ses souterrains…) appartenait à la famille du même nom. La dernière héritière des Ménilles se maria avec messire Le Sesne (alias Le Cesne). Commencé sous le règne de François Ier, le Grand Château, dit château de Ménilles, ne put être terminé par le seigneur du lieu, mort prématurément. Ménilles devint « une terre vague » sans seigneur pour rendre aveu, les enfants dudit seigneur étant trop jeunes ; sa veuve fut expropriée par le roi Henri II.
Il ne restait que des fondations imposantes sur lesquelles l'architecte Philibert de l'Orme construisit en 1551 (achèvement des travaux) et 1552 (décoration intérieure) le château actuel en pierre de taille et brique orangée sur l'ordre du roi qui l'offrit à sa favorite Diane de Poitiers. Diane habitait le château d'Anet et venait chasser jusqu'à Ménilles en passant par la forêt de Pacy. Ses chevaux étaient tellement sacrés qu'elle avait ordonné l'installation de mangeoires en marbre dans les écuries. Un rare mur incorporant des emblèmes de brique du XVIe siècle subsiste.
Par la suite, le château retourne à la famille Le Sesne dont le dernier héritier mâle a été titré marquis de Ménilles par Louis XV. La fille du vieux marquis épousa le comte Joseph de Puisaye, général royaliste qui voulut libérer Louis XVII du Temple. Ils auront une fille unique prénommée Joséphine Louise, qui décède à l'âge de l'adolescence.
C'est l'abbé d'Auxais, parent de la jeune fille, qui hérite du domaine. Le château devient la résidence d'été des évêques d'Évreux. Peu après la mort de l'abbé d'Auxais, son neveu se débarrasse du château en le vendant au baron Antoine-Marie Roederer. Son épouse conserve le château jusqu'à sa mort en 1874, date à laquelle la marquise Artus de Montalembert d'Essé née Marie Marthe de Choiseul-Praslin (fille de la duchesse assassinée par son mari) s'en rend acquéreur. Elle donne, en guise de cadeau de mariage, le château à son fils le comte Raoul de Montalembert d'Essé (1860-1944). Sous l'Occupation, Raoul de Montalembert meurt d'une crise cardiaque en 1944. La Wehrmacht s'empare du château et y accueille ensuite des Waffen-SS. Les enfants et héritiers du comte de Montalembert d'Essé subissent alors la terreur et l'humiliation. Alix de Montalembert d'Essé, fille aînée de Raoul, fut une grande résistante française qui fut emprisonnée,. Elle était une des secrétaires du réseau secret de la résistance française aux ordres du général de Gaulle. Repris par Alix en 1945, le château est acquis en 1950 par une société immobilière appartenant au maire de Ménilles (M. Morel) qui va revendre le domaine en morceaux pendant dix ans. En 1960, le domaine est racheté par la ville de Gennevilliers, grâce à son maire Waldeck Lhuillier, qui le transforme en centre de vacances, de loisirs pour les jeunes et de repos pour les anciens de Gennevilliers. Le château, très abîmé, fut ainsi sauvé.

Château de Ménilles
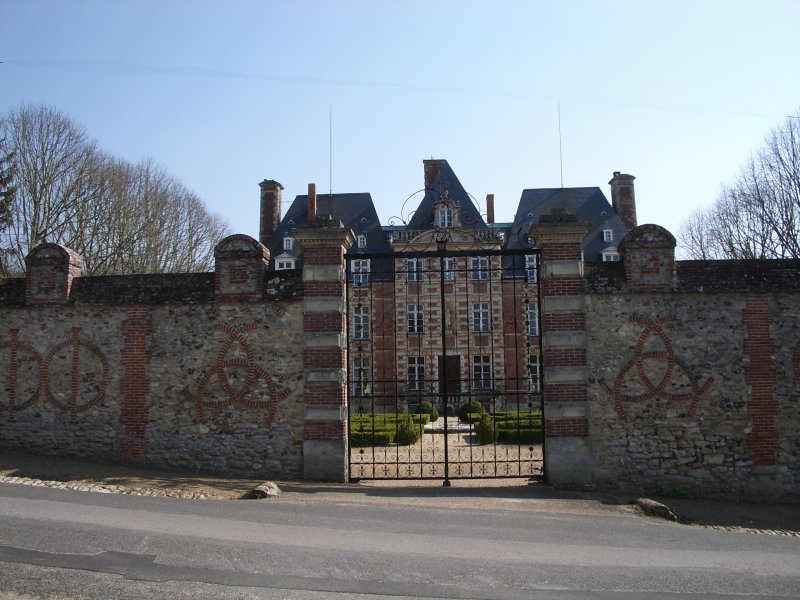
Grille et murs du château.
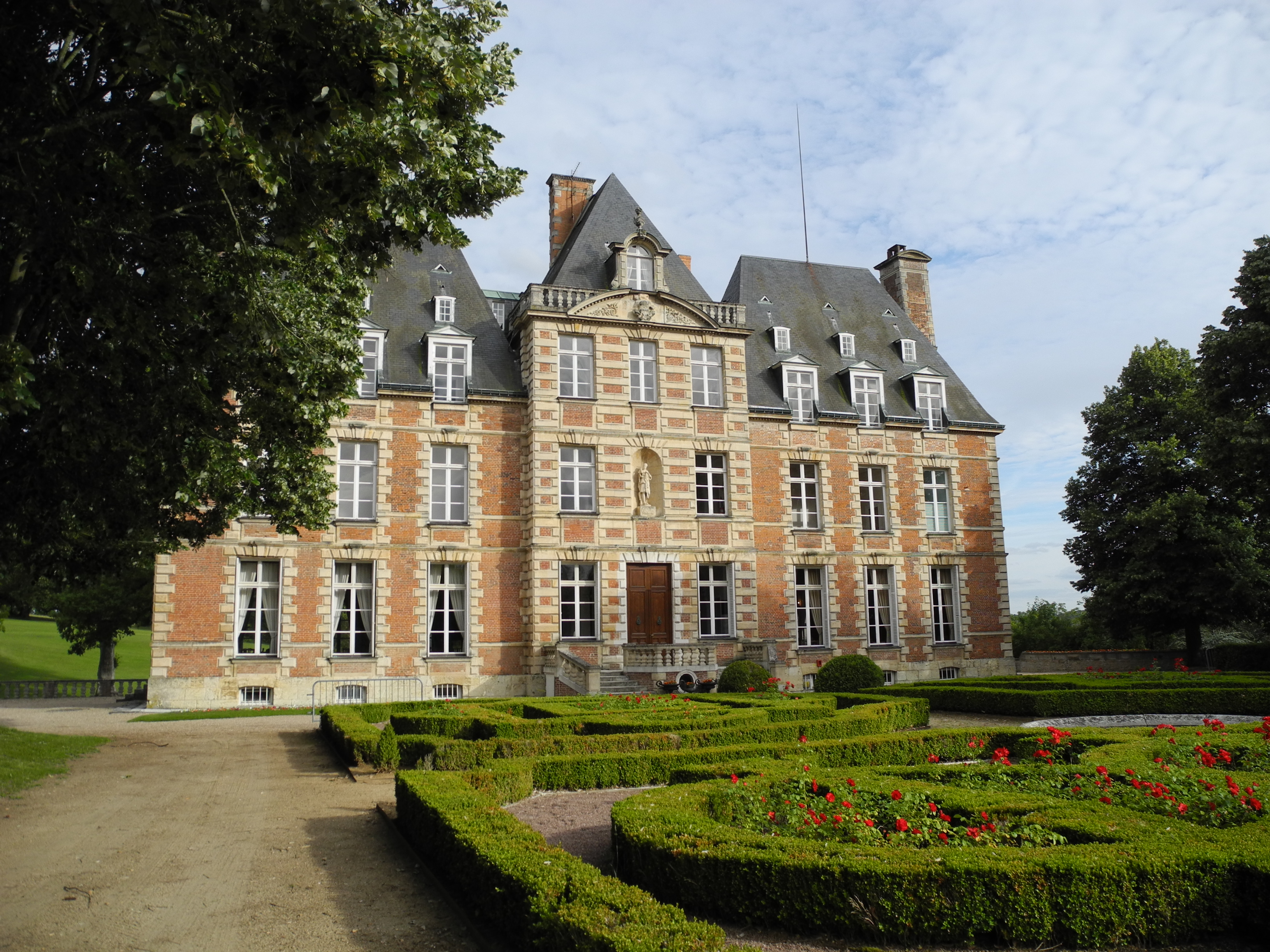
Façade du château de Ménilles.
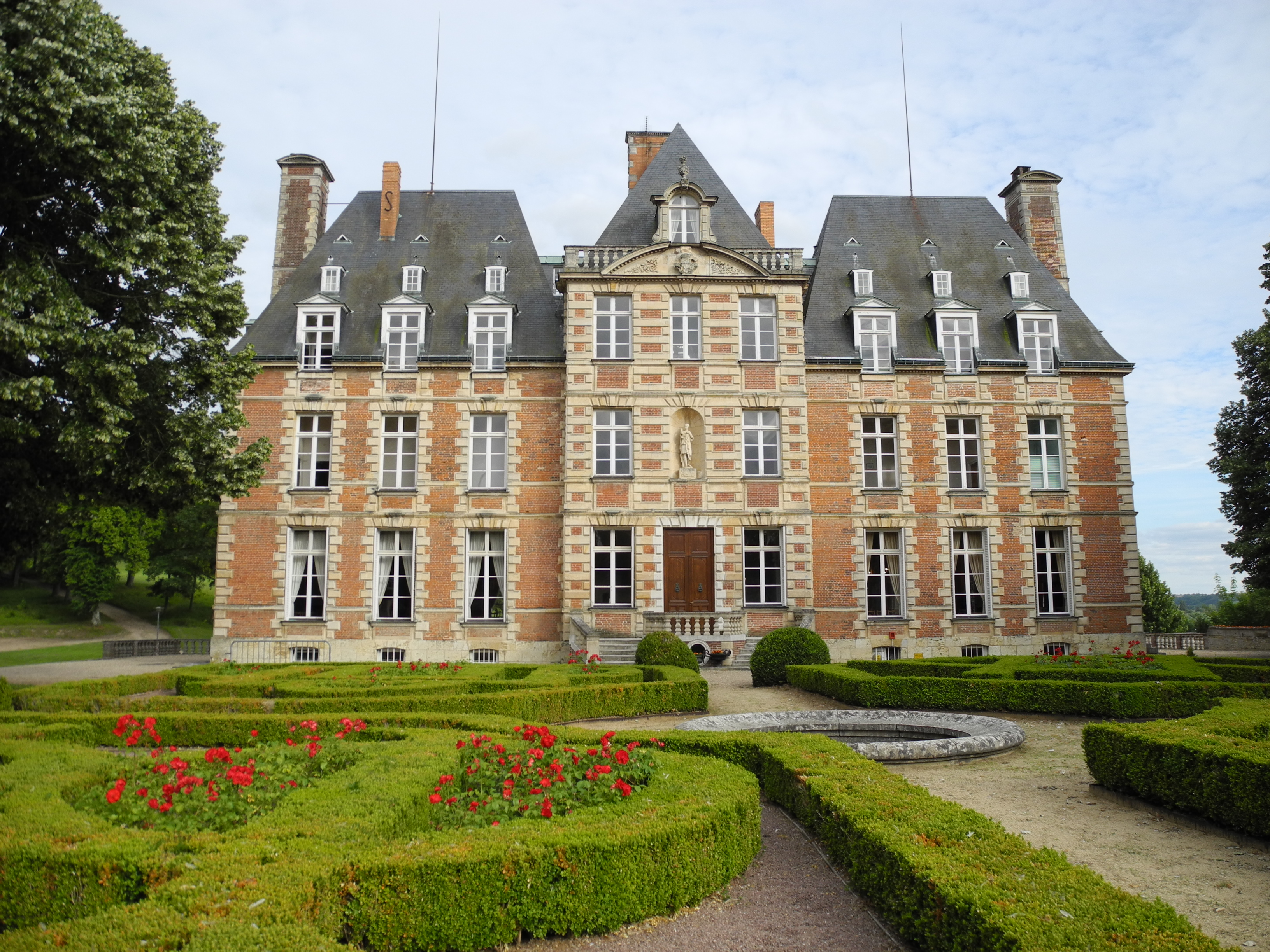
Façade du château de Ménilles - jardins.

### Le Petit Château
Il s'agit du château de la Grand'Cour. Ancien domaine religieux appartenant au prieuré de Saulseuse, le fief de la Grand'Cour (comprenant ferme, logis seigneurial, chapelle et communs) est vendu par morceaux à la Révolution. Le logis seigneurial des religieux est racheté par les chevaliers Cauvin de Lemperière qui le transforment. Le comte Antoine de La Rochefoucauld, collectionneur, musicien, mécène et rosicrucien, rachète la propriété en 1894. Il en fait son pavillon de chasse.

### L'église
Placée sous le vocable de saint Pierre et saint Paul, est inscrite aux monuments Historiques. C'est une des plus anciennes de la vallée d'Eure. Elle date du XVIe siècle et fut consacrée le 14 octobre 1514 par Toussaint Varin, évêque de Thessalonique, comme indiqué sur une plaque située à gauche de l'entrée du chœur.
L'église fut construite vraisemblablement à la place d'une plus ancienne, datée du XIe siècle, puisque Raoul, comte d'Ivry et de Bayeux, donna l'église de Ménilles à l'abbaye de Fécamp en 1026. Le clocher est daté su XVe siècle et quelques aménagements datent du XVIIe siècle.

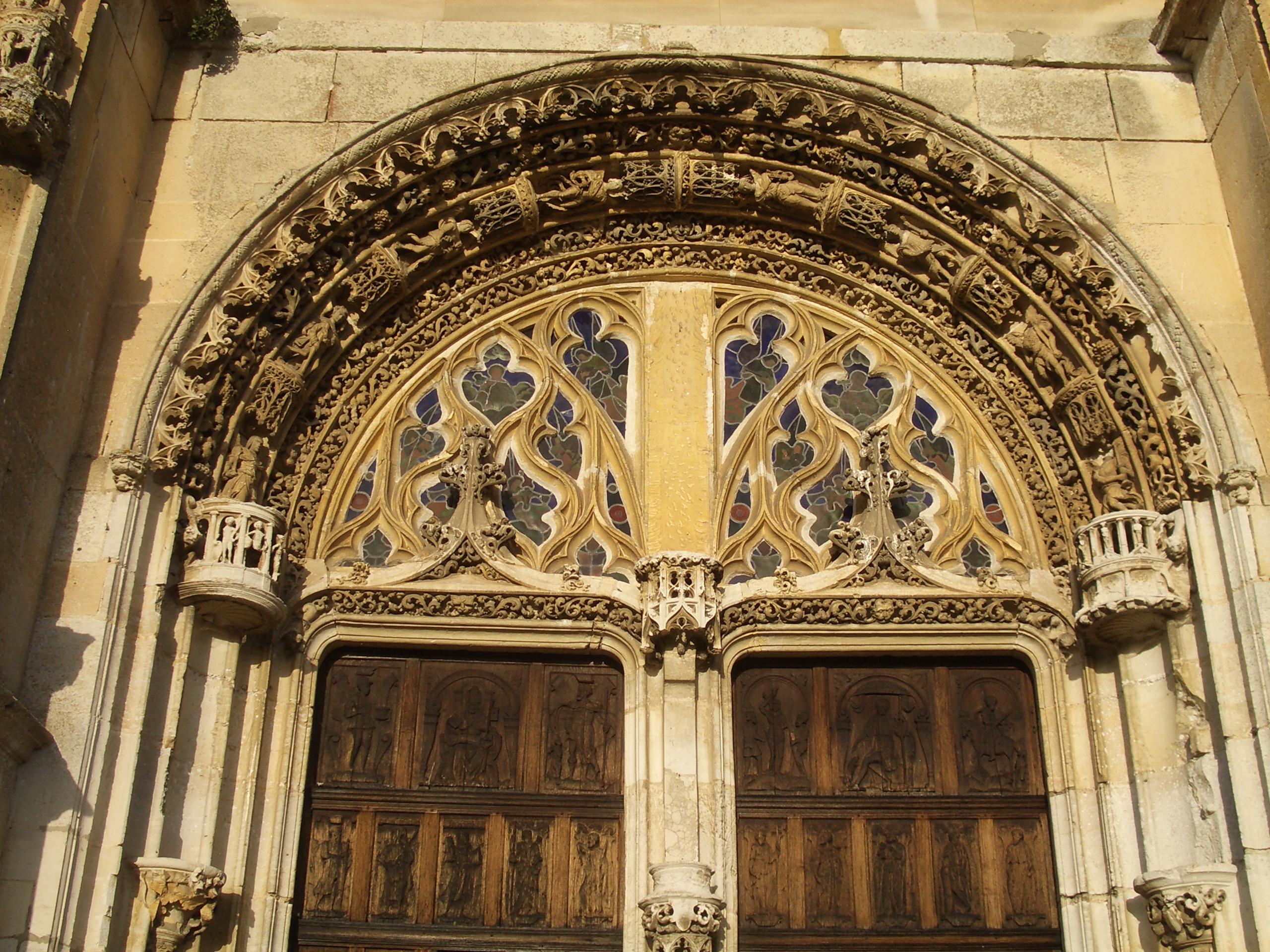
Le portail de l'église.

Le monument est construit en pierres de taille du XVIe siècle et est composé d'une nef flanquée de deux bas-côtés, dont l'un est terminé par la chapelle de la Vierge, et d'un chœur en retrait. La loge seigneuriale qui ouvre dans le chœur est du XIXe siècle.
Le portail en plein cintre, classé monument historique, est un bel exemple de l'art de la Renaissance, daté de 1562. Les socles des niches ornent son trumeau et les contreforts qui flanquent le portail sont décorés de feuillages découpés encadrant des écus. Les dais gothiques de l'archivolte (moulure ornementée des voussures d'une arcade) offrent à la vue des anges tenant les instruments de la Passion. Le remplage de la fenêtre des tympans est flamboyant.
Les vantaux des deux portes présentent des personnages sculptés dont saint Sébastien (patron des archers et des prisonniers) et saint Martin (patron des militaires et des soldats) de style Renaissance.
Le marquis de Ménilles et sa première épouse sont enterrés dans le chœur de l'église sous les marches de l'autel.

Église de Ménilles
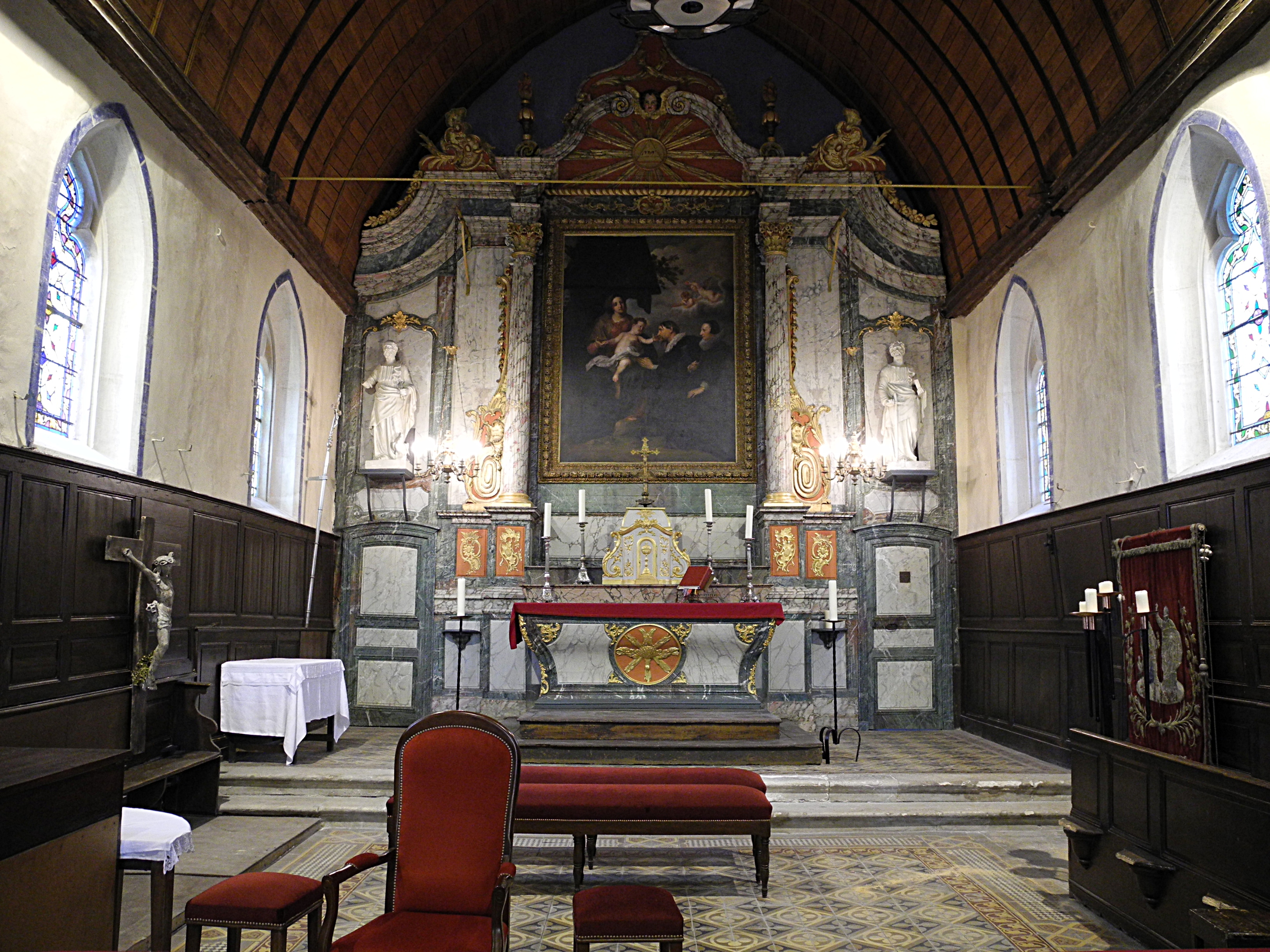
Retable XVIIIe siècle.
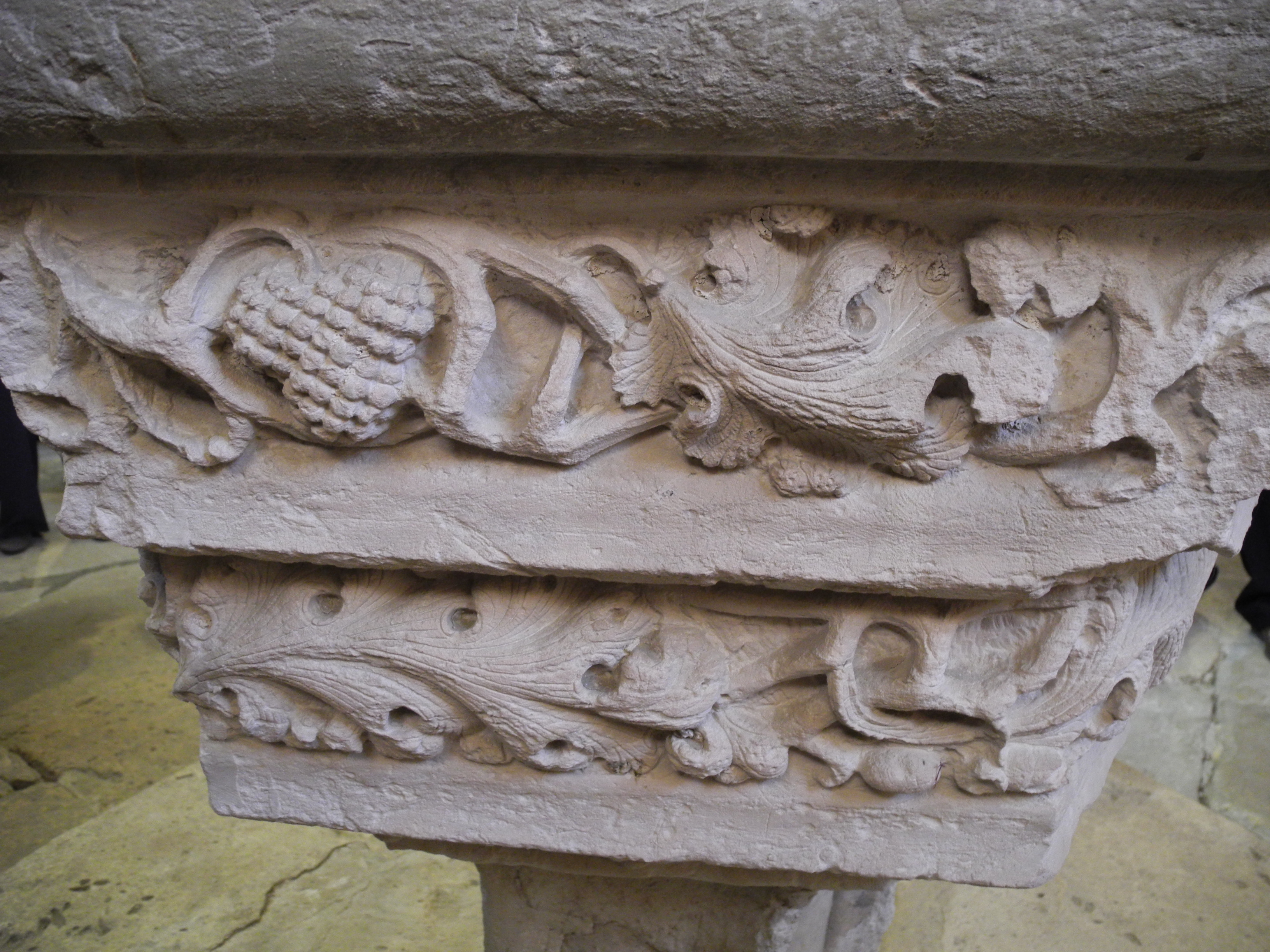
Détails des fonts baptismaux.
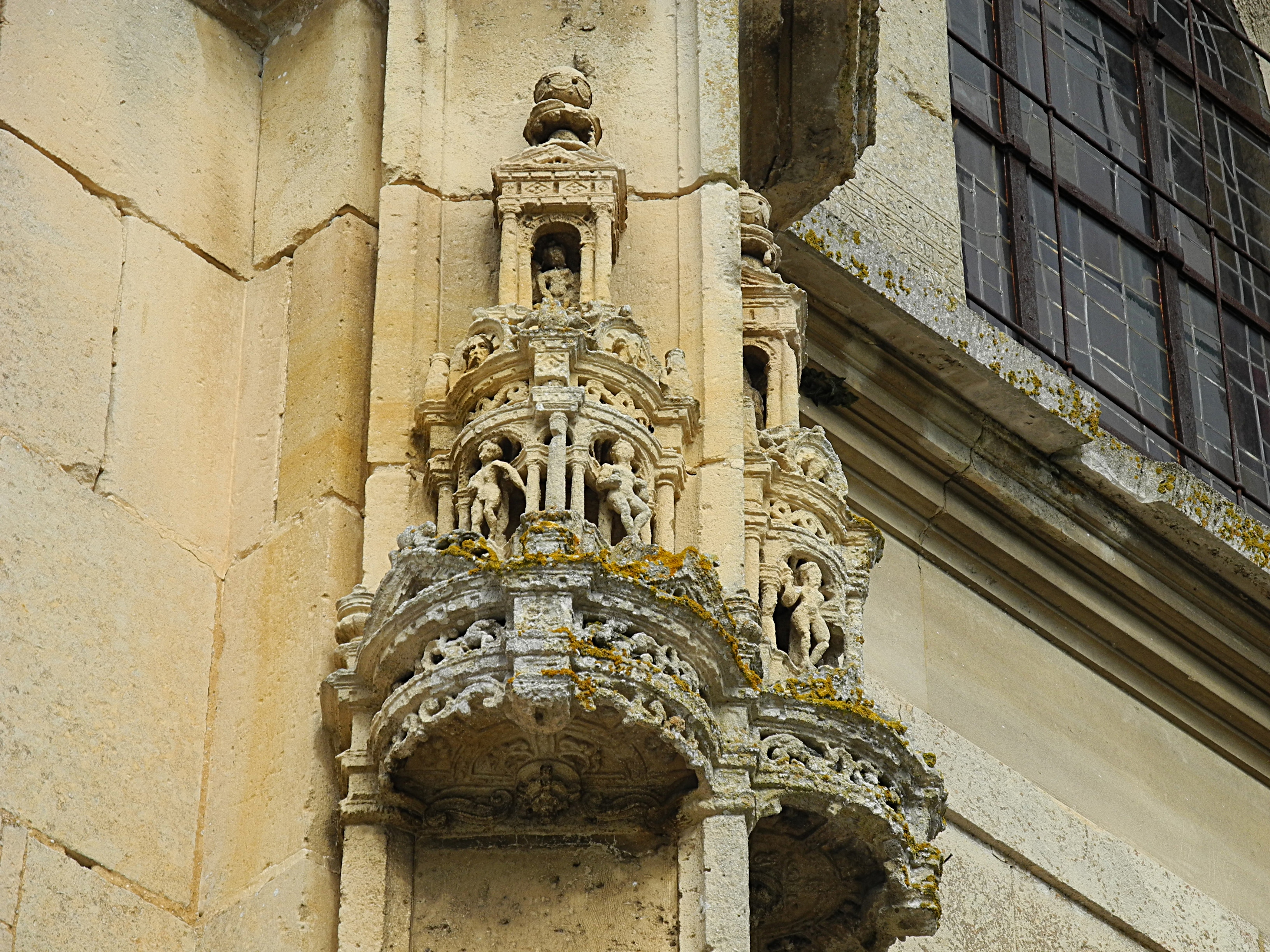
Détails de la façade.
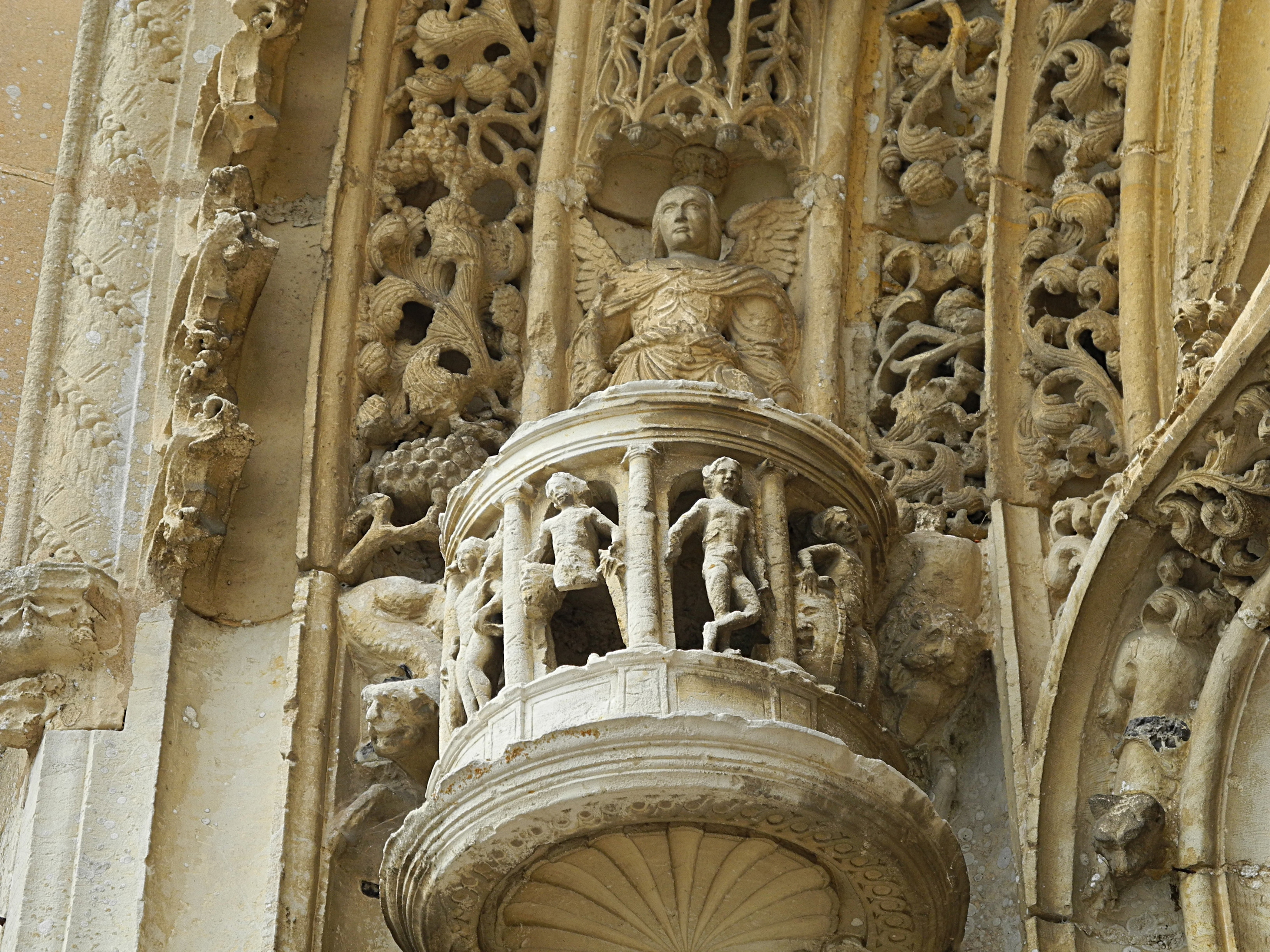
Détails de la façade.
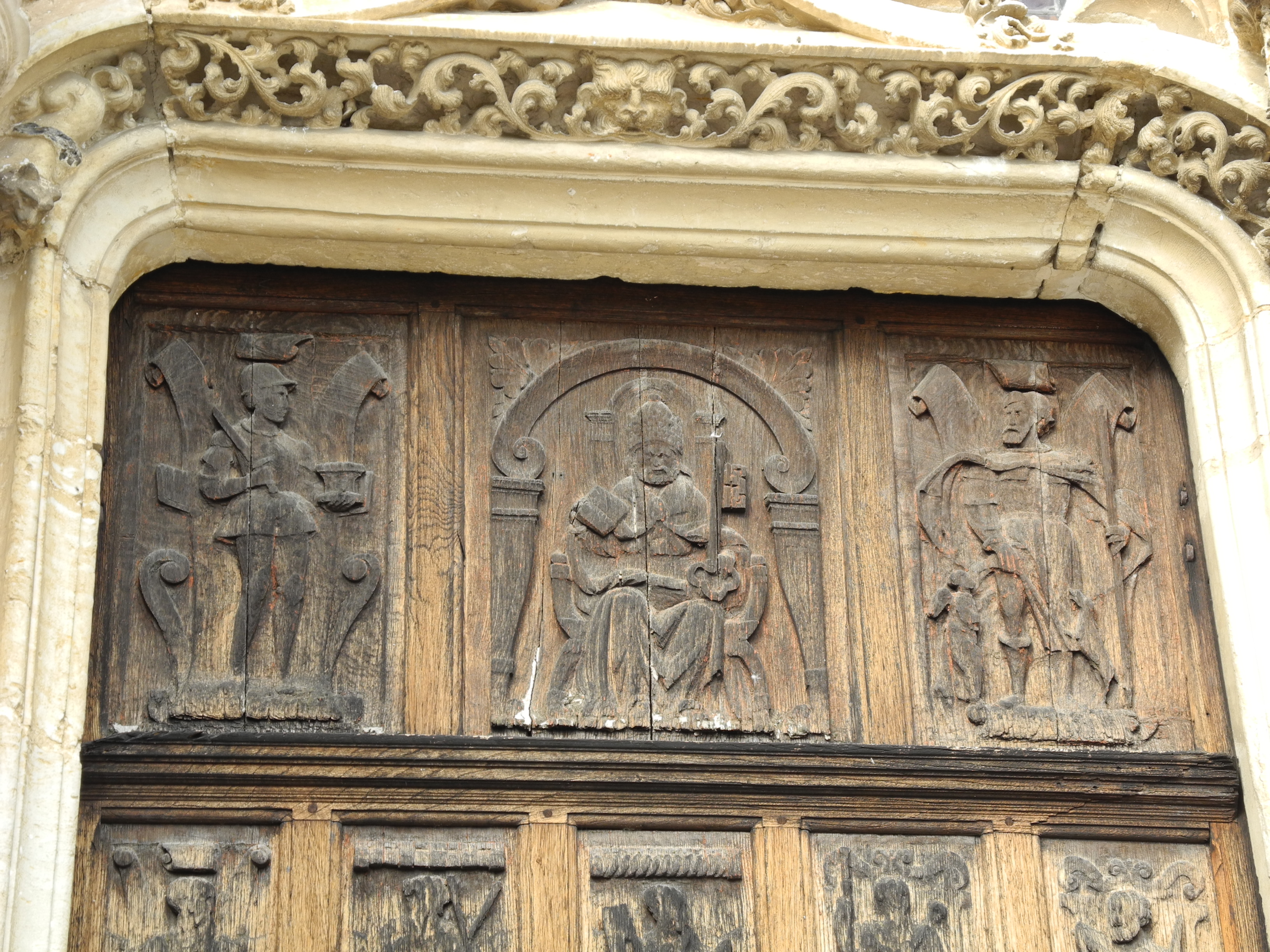
Détails du portail - les apôtres.

## Personnalités liées à la commune
- Joseph de Puisaye, qui s'installa au château de Ménilles après en avoir épousé l'héritière en 1788. Député aux États-Généraux, à la Constituante, fédéraliste, chouan, il passa en Angleterre.
- Antoine-Marie Roederer, baron d'Empire, propriétaire du château de Ménilles, est enterré avec sa femme Adélaïde Berthier dans le cimetière de Ménilles.
- Albert Miserey (1862-1938), sculpteur, ayant réalisé entre autres la statue de Boieldieu sur la façade du théâtre d'Évreux et un buste d'Adolphe Barette, maire de Vernon, à l'occasion de la construction de l'hôtel de ville de Vernon.
- Le comte Antoine de La Rochefoucauld, propriétaire du château de la Grand'Cour.
- Gérard Delpon de Vissec (1912-1940), chef de char, mortellement blessé le 11 juin 1940. Fils de l'écrivain Lucien Delpon de Vissec (plaque commémorative apposée dans l'église et une autre sur le monument aux morts).

## Sources
- Nouvelles de l'Eure, numéro 1, 1959 - Texte de M. Baudot.